# Robert Livingston (1688-1775)
Pour les articles homonymes, voir Famille Livingston, Robert Livingston (homonymie) et Livingston.
Robert Livingston, né le 24 juillet 1688, mort le 27 juin 1775, aussi connu sous le nom de Robert de Clermont, fut un membre de l'Assemblée Coloniale de New York, de 1726 à 1727.
Robert nait le 24 juillet 1688, fils de Robert Livingston l'Ancien. À la mort de ce dernier, premier Lord du Manoir Livingston, en 1728, la majeure partie du manoir revient à son frère aîné, Philip Livingston (1686–1749). Mais Robert hérite de 53 km² dans la partie sud-ouest, qui sera nommé plus tard Clermont. Il se marie avec Margaret Howarden (1693–1758) en 1717, et est le père de Robert Livingston (1718–1775).

## Source
- (en) Cet article est partiellement ou en totalité issu de l’article de Wikipédia en anglais intitulé « Robert Livingston (1688–1775) » (voir la liste des auteurs).